# Jayapura
Jayapura, anciennement Hollandia, est la capitale de la province de Papouasie à l'extrême est de l'Indonésie sur l'île de Nouvelle-Guinée. Elle est située à proximité de la Papouasie-Nouvelle-Guinée, sur la baie Yos Sudarso. La ville a le statut de kota selon la terminologie utilisée par l'administration indonésienne. 
C'est la ville la plus peuplée de la partie occidentale de la Nouvelle-Guinée avec une population de 256 705 habitants au recensement de 2010. La dernière estimation officielle (2020) est de 303 760. 
La ville est desservie par l'aéroport de Sentani, situé près du lac Sentani.  Une autoroute relie la ville à Skouw, un village situé près de la frontière avec la Papouasie-Nouvelle-Guinée et continue au-delà de la frontière jusqu'à Vanimo.  Le gouvernement indonésien envisagerait de construire un chemin de fer reliant Jayapura à Sarmi. 
D'autres projets pourraient relier Jayapura à Manokwari et Sorong.  

## Nom

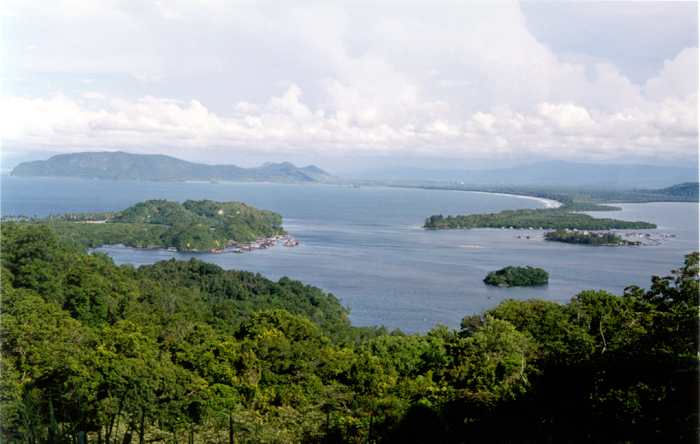
La baie Yos Sudarso.

De 1910 à 1962, la ville s'appelait Hollandia et était la capitale du district du même nom. Puis la ville s'est brièvement[Quand ?] nommée Kota Baru et Sukarnapura, en hommage à Soekarno, avant d'adopter son nom actuel en 1968, Jayapura, qui signifie littéralement en sanskrit « victoire » (jaya) et « ville » (pura). Soeharto choisit ce nom pour mentionner ses victoires lors de l'opération Trikora contre les Pays-Bas. La dernière bataille eut lieu à Jayapura entre le 14 et le 15 août 1962. Jayapura est donc le nom donné à la ville par la junte militaire indonésienne. Les Papous partisans de l'indépendance lui préfèrent le nom de Port Numbay. 

## Histoire
La partie septentrionale de la Nouvelle-Guinée hollandaise a été occupée par les Japonais en 1942. Les Alliés les chassent le 21 avril 1944, à la suite de la bataille de Hollandia. La zone servit de quartier général au General Douglas MacArthur's jusqu'à la conquête des Philippines en mars 1945. Plus de vingt bases américaines furent établies, et virent transiter près de 500 000 personnels américains.
En 1945, les Néerlandais font de Hollandia la capitale de la Nouvelle-Guinée néerlandaise. Passée brièvement sous le contrôle des Nations unies le 1er octobre 1962, la ville passe sous contrôle indonésien le 1er mai 1963.
Jayapura a été touchée par le tsunami Aitape, après le séisme de 1998 en Papouasie-Nouvelle-Guinée.

## Administration

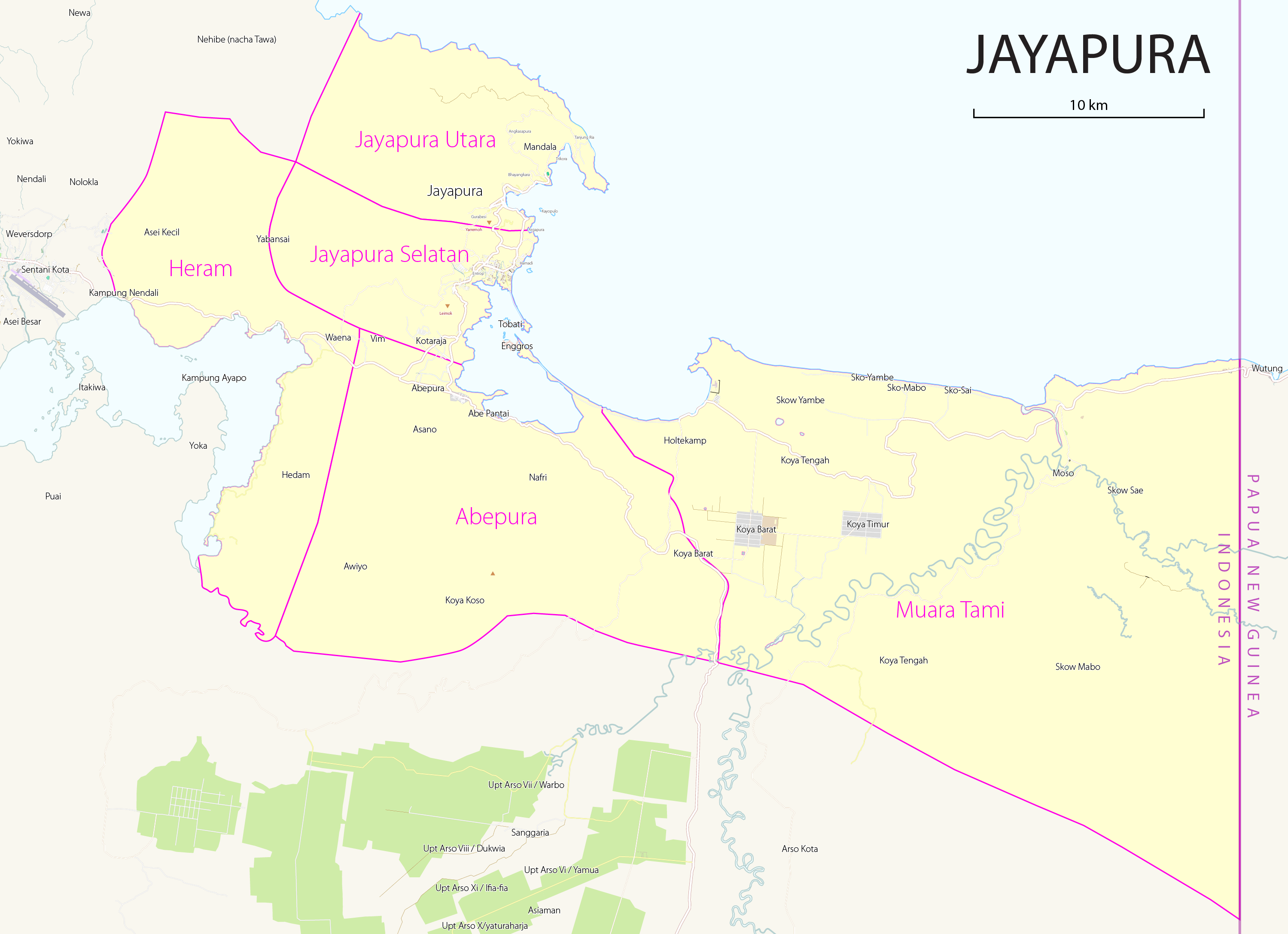
Carte des kecamatan de Jayapura.

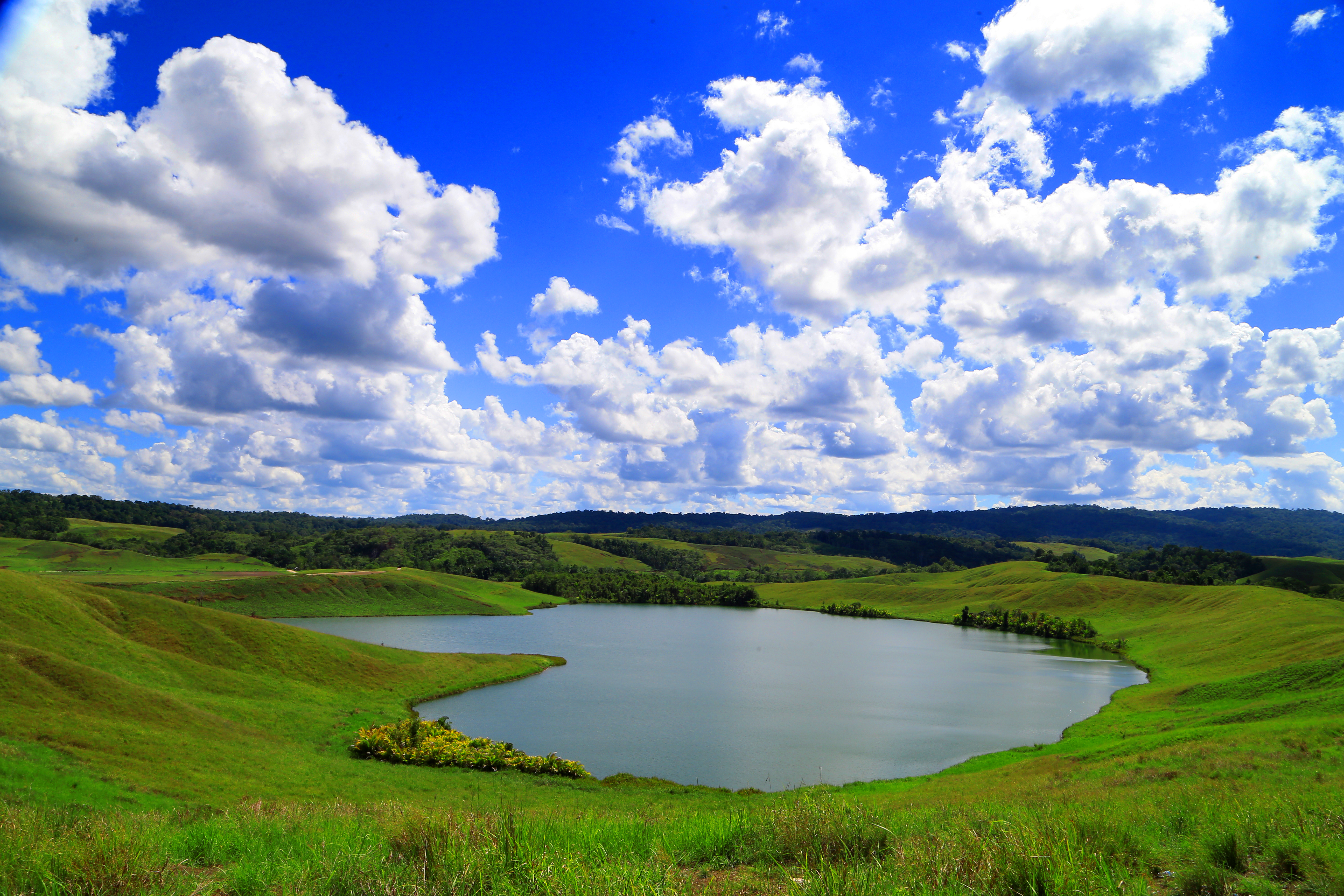
Le lac Emfote.

La ville est divisée en cinq kecamatan (districts), listés ci-dessous avec leur population correspondante:
| District                        | Population Recensement de 2010 |
| ------------------------------- | ------------------------------ |
| Muara Tami                      | 11,137                         |
| Abepura                         | 73,157                         |
| Heram                           | 40,435                         |
| Jayapura Selatan (Jayapura Sud) | 66,937                         |
| Jayapura Utara (Jayapura Nord)  | 65,039                         |

## Sport
Jayapura héberge le club de football Persipura, qui a révélé de nombreux joueurs papous et a remporté l'Indonesia Super League en 2005, 2008, 2010 et 2012. Le club évolue au Mandala Stadium.

## Éducation
- Université Cenderawasih

## Transport
La ville est desservie par l'aéroport de Sentani.

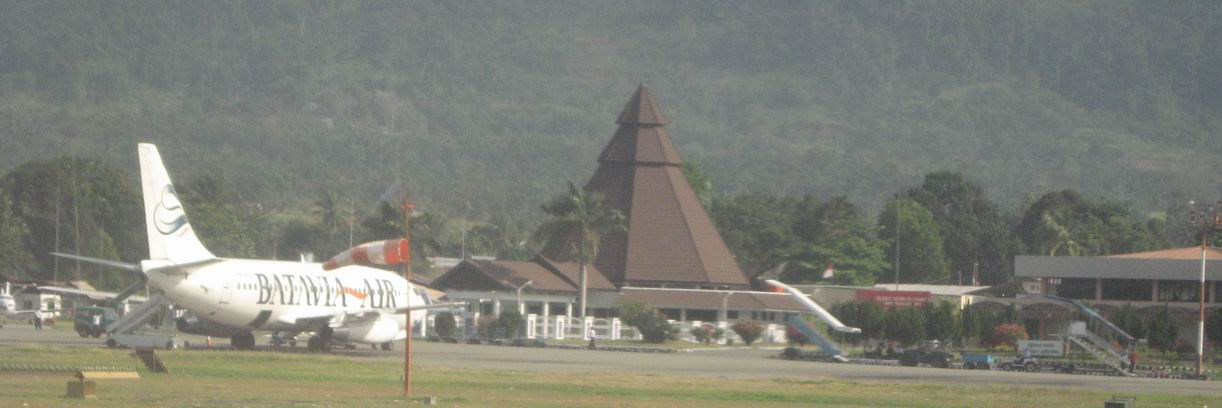
L'aéroport de Jayapura Sentani.

## Jumelages
- San José (Costa Rica)
- Puerto Princesa (Philippines)
- Songkhla (Thaïlande)

## Personnalités liées
- Mako Tabuni, militant papouasien y est mort en 2012